# Глаубер, Диана
Диана Глаубер (нидерл. Diana Glauber; 11 января 1650, Утрехт — 1721[…], Hamburg, Висконсин) — голландская художница Золотого века Нидерландов.

## Биография
Об её детстве и отрочестве информации практически не сохранилось, да и прочие биографические сведения о ней весьма скудны и отрывочны; известно лишь, что Диана Глаубер родилась 11 января 1650 года в городе Утрехте в семье амстердамского химика, алхимика и врача немецкого происхождения Иоганна Рудольфа Глаубера (1604—1670) и была средней сестрой художников Яна Готтлиба (1656—1703) и Иоганнеса (1646—1726) Глауберов. 
Она сопровождала братьев в Италию и по возвращении своем оттуда поселилась в Новом Свете, где писала портреты и картины исторического содержания, отличающиеся, по словам искусствоведа А. А. Неустроева «нежностью кисти».
Под конец жизни Диана Глаубер потеряла зрение и в 1721 году скончалась в Гамбурге (штат Висконсин, США).
Согласно Нидерландскому институту истории искусств, ни одно сохранившееся произведение художницы не известно, но шесть её произведений описаны в хронологической описи «Schloss Salzdahlum», пять из которых образуют серию из пяти чувств.